# 祝恬
祝 恬（しゅく てん、? - 160年7月29日）は、後漢の官僚・政治家。字は伯休。本貫は中山国盧奴県。

## 経歴
劉焉の師をつとめた。司隷校尉・光禄大夫を歴任した。延熹2年（159年）、司徒に上った。延熹3年6月9日（160年7月29日）、死去した。

## 逸話
あるとき祝恬が車で出かけて道中で温病にかかり、医者も見つからず、汲県で立ち往生した。汲県県令の応融が駆けつけて、医薬と粥を与えて看病した。